# Demonax algebraicus
Demonax algebraicus là một loài bọ cánh cứng trong họ Cerambycidae.